# Роза Хутор (станция)
Роза Хутор (до 2014 года — Кра́сная Поля́на) — тупиковая станция Северо-Кавказской железной дороги, расположенная в непосредственной близости от одноимённого горнолыжного курорта в пгт Красная Поляна города Сочи Краснодарского края.

## История
Сооружение началось весной 2010  «НПО Мостовик». Пущена в эксплуатацию в 2013. Во время проведения Зимних Олимпийских игр 2014 года станция принимала ежедневно до 8,5 тысяч человек. Первоначально предполагалось назвать станцию «Альпика-Сервис», однако при сдаче её в эксплуатацию получила  название «Красная Поляна». 27 октября 2014 года станция получила новое название — Роза Хутор, с учётом её использования в постолимпийский период.
Стоимость проезда до Адлера с 1 января 2015 года составляет 350 рублей, до аэропорта Адлер 420 рублей, до Сочи 422 рубля. Время в пути 45 минут, 1 час 10 мин, 1 час 20 мин соответственно.

## Пригородное сообщение по станции
| № поезда  | Маршрут движения           | № поезда  | Маршрут движения           |
| --------- | -------------------------- | --------- | -------------------------- |
| 6101      | Сочи — Роза Хутор          | 6102      | Роза Хутор — Сочи          |
| 6103      | Сочи — Роза Хутор          | 6104      | Роза Хутор — Сочи          |
| 6105      | Сочи — Роза Хутор          | 6106      | Роза Хутор — Сочи          |
| 6107      | Сочи — Роза Хутор          | 6108      | Роза Хутор — Сочи          |
| 6109      | Сочи — Роза Хутор          | 6110      | Роза Хутор — Сочи          |
| 6111      | Сочи — Роза Хутор          | 6112      | Роза Хутор — Сочи          |
| 6114/6113 | Аэропорт Сочи — Роза Хутор | 6118/6117 | Роза Хутор — Аэропорт Сочи |
| 6116/6115 | Аэропорт Сочи — Роза Хутор | 6120/6119 | Роза Хутор — Аэропорт Сочи |

## Пути и платформы
Платформа размером 25 на 300 метров, с тремя подземными пешеходными переходами. Станция оборудована турникетами.

## Галерея

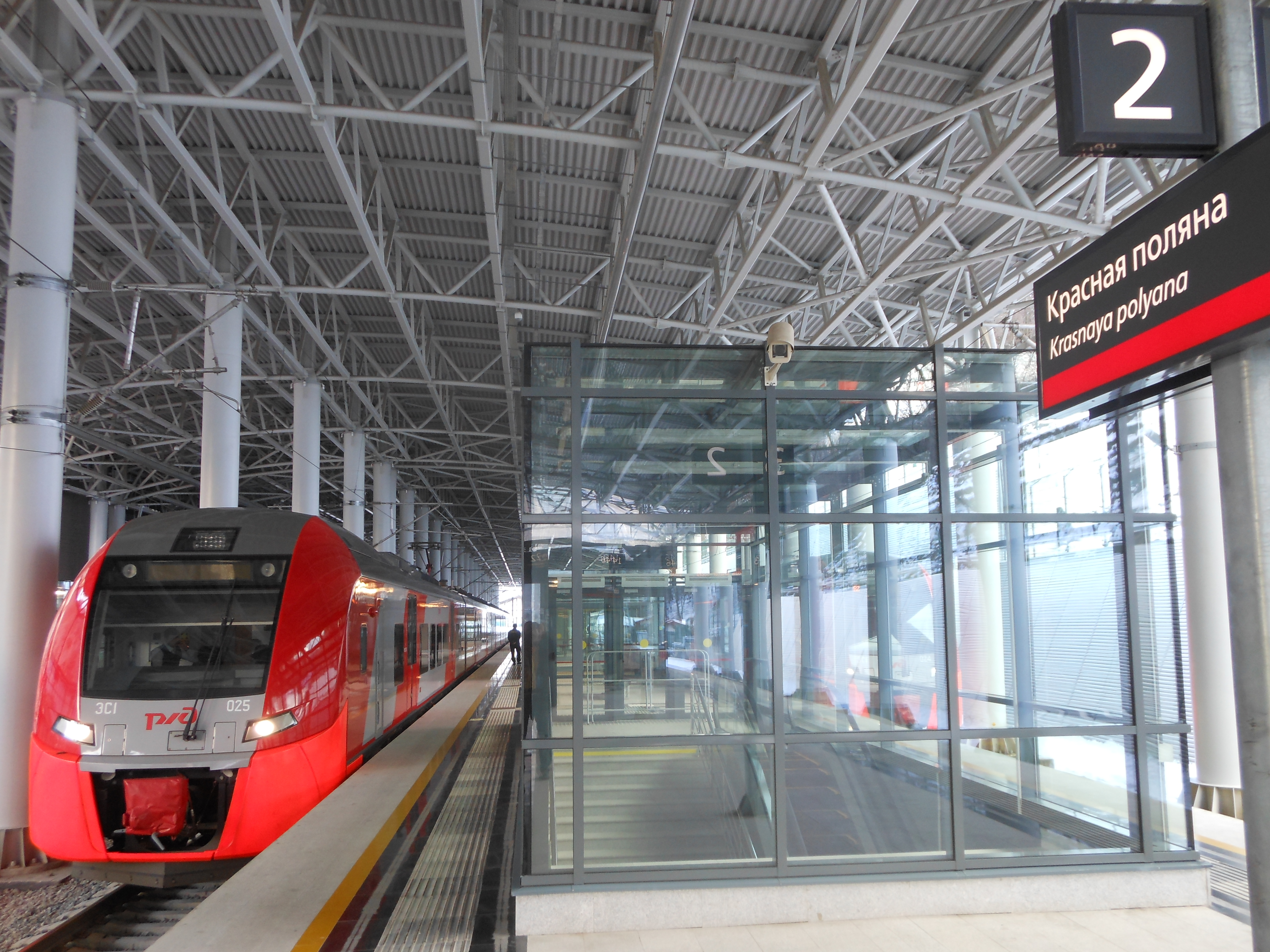
Электропоезд «Ласточка» на станции Роза Хутор.
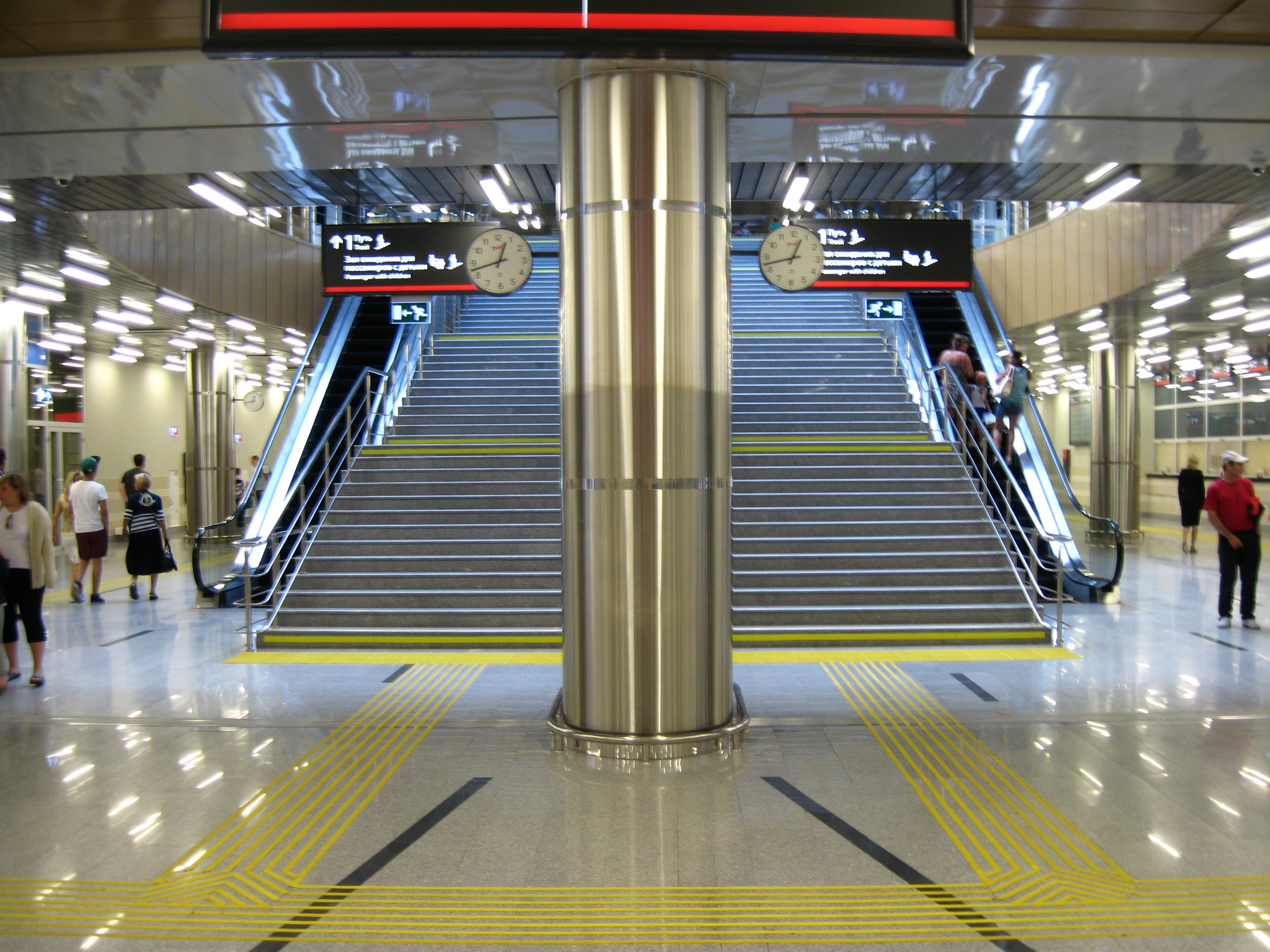
Интерьер вокзала.
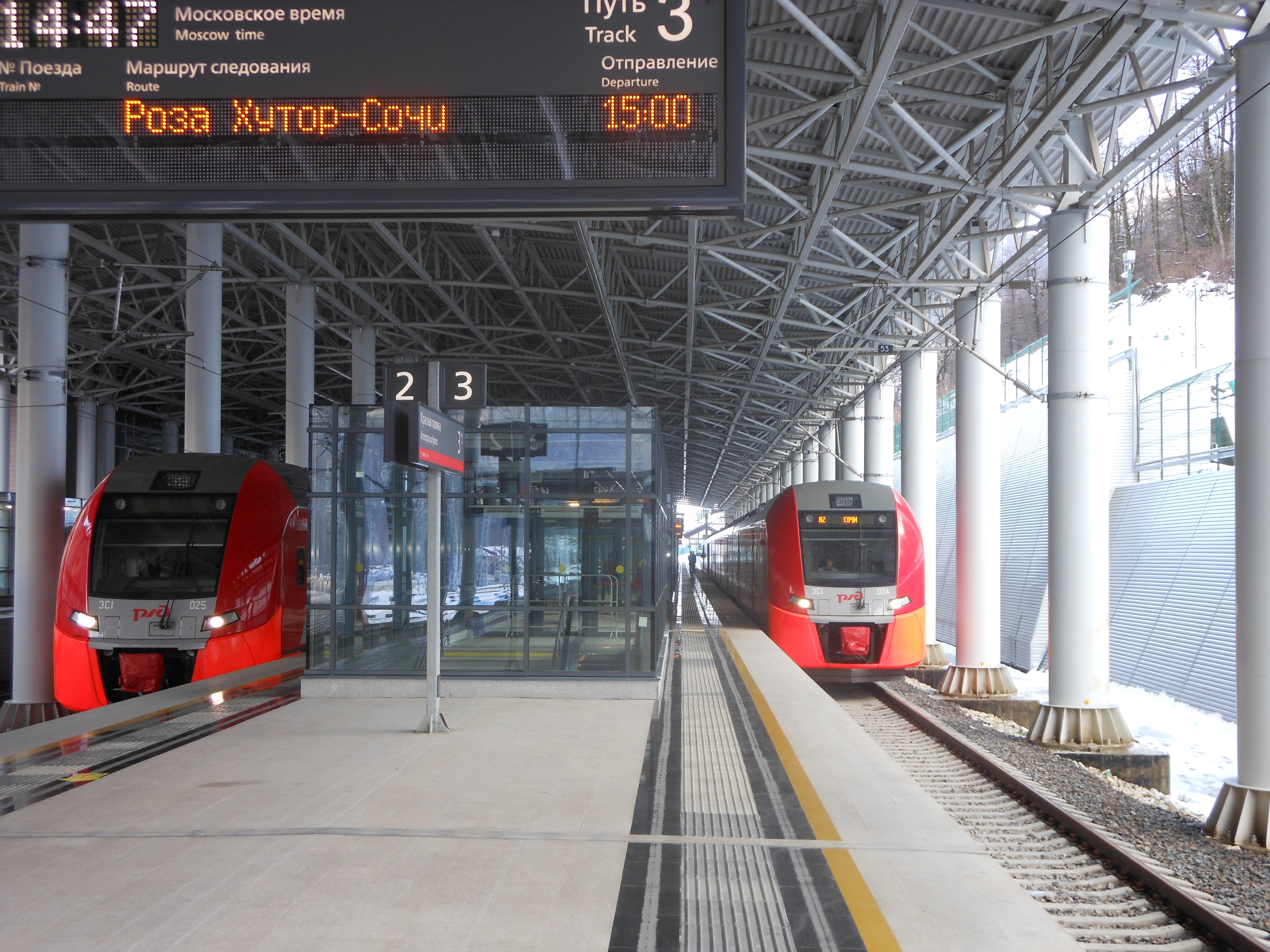
Поезда на станции.

## Адрес вокзала
- 354392 Россия, Сочи, ул. Олимпийская.